# Bassett Motor Syndicate
Bassett Motor Syndicate Ltd. war ein britischer Hersteller von Automobilen.

## Unternehmensgeschichte
Das Unternehmen aus London begann 1899 mit der Produktion von Automobilen. Der Markenname lautete Bassett. 1901 endete die Produktion.

## Fahrzeuge
Das erste Fahrzeug erschien 1899 und blieb ein Prototyp. Im Mai 1901 wurde das Serienmodell während der London's Agricultural Hall Exhibition präsentiert. Ein Einzylindermotor der Fafnir-Werke mit 4 PS Leistung war im Heck montiert und trieb die Hinterachse an. Das Getriebe verfügte über zwei Gänge. Die offene Karosserie bot Platz für vier Personen.
Ein Fahrzeug dieses Herstellers existiert noch.